# Jan Benigier
Jan Janusz Benigier (Radomsko, 18 febbraio 1950) è un ex calciatore polacco.

## Carriera

### Club
Ha giocato nella prima divisione polacca (che ha anche vinto in tre occasioni) e, per due stagioni, in quella belga.
In carriera ha segnato 4 gol in 12 partite in Coppa dei Campioni e 2 gol in 9 partite in Coppa UEFA.

### Nazionale
Nel 1976 vinse la medaglia d'argento ai Giochi Olimpici di Montréal, nei quali ha giocato nella partita vinta per 3-2 contro l'Iran. In seguito ha anche disputato 3 partite senza mai segnare con la nazionale maggiore polacca.

## Palmarès

### Club

#### Competizioni nazionali
- Campionato polacco: 3

Ruch Chorzow: 1973-1974, 1974-1975, 1978-1979
- Coppa di Polonia: 1

Ruch Chorzow: 1973-1974

### Nazionale
- Argento olimpico: 1

Montréal 1976